# 对甲基苯乙酮
对甲基苯乙酮（或称为4-甲基苯乙酮，4-methylacetophenone）是一种有机化合物，化学式C9H10O，属于烷基芳香酮同系物，由甲苯酰化反应生成。